# Ramil Portnoi

Ramil Portnoi

Ramil (Rahmil) Portnoi (n. 11 ianuarie 1908, Vărzărești, Nisporeni – d. 18 decembrie 1965, Chișinău) a fost un critic, istoric literar și dramaturg sovietic moldovean.

## Biografie
S-a născut în satul Vărzărești (acum în raionul Nisporeni, Republica Moldova) din ținutul Chișinău, gubernia Basarabia (Imperiului Rus). Absolvă Universitatea din Cernăuți, lucrând după aceea în calitate de consultant literar la Uniunea Scriitorilor din Moldova.
Este autorul studiului monografic Andrei Lupan (1958) și al culegerilor Analize și aprecieri (1959), Ecouri critice (1963), Articole critice (1966) în care dezvăluie realizările și indică particularitățile literaturii basarabene din perioada postbelică, legitățile și tendințele de dezvoltare a genurilor literare de bază. Se orientează spre anumite probleme de estetică și teorie literară: raportul dintre adevărul vieții și adevărul artistic, corelația dintre fond și formă, general-umanul și contemporaneitatea în literatură, specificitatea imaginii poetice ș.a.
În domeniul istoriei literare desfășoară o intensă muncă de valorificare și interpretare a clasicilor literaturii române de pe poziții estetice. Îngrijește primele ediții Ion Creangă și Mihai Eminescu, însoțindu-le cu ample studii introductive și comentarii, creației lui Ion Creangă consacrându-i și o substanțială monografie Ion Creangă (1953, 1966), în care analizează legătura organică a operei crengiene cu folclorul, caracterul popular al operei lui Creangă etc.
Semnează un șir de drame de idei: Cântecul Lăpușniței (1953), Păsăruici nezburătoare (1957), Casă trainică (1963), Ion al lui Ion (1968) - toate inspirate din viața satului colhoznic, la baza pieselor sale aflându-se conflictul dintre nou și vechi, bine și rău ș.a.
Este autor de manuale de literatură pentru clasele a IX-a și a X-a și coautor la Literatura sovietică moldovenească (vol.I, 1958), Schiță asupra istoriei literaturii sovietice moldovenești (1963, în l. rusă) ș.a.
Traduce din Aleksandr Pușkin, Nicolai Ostrovski, Anton Cehov, Maxim Gorki, Mihail Șolohov ș.a.